# Antocha (Antocha) bifida
Antocha (Antocha) bifida is een tweevleugelige uit de familie steltmuggen (Limoniidae). De soort komt voor in het Palearctisch en Oriëntaals gebied.